# براد روي
براد روي (بالإنجليزية: Brad Rowe)‏ (و. 1970  م) هو ممثل أفلام، وممثل تلفزي، وكاتب سيناريو، ومنتج أفلام أمريكي، ولد في ميلواكي، ويسكنسن.

## التعليم
تعلم في جامعة ويسكونسن-ماديسون
.

## وصلات خارجية
- براد روي على موقع IMDb (الإنجليزية)
- براد روي على موقع ألو سيني (الفرنسية)
- براد روي على موقع أول موفي (الإنجليزية)
- براد روي على موقع قاعدة بيانات الأفلام السويدية (السويدية)
- براد روي على موقع إن إن دي بي (الإنجليزية)
- براد روي على موقع قاعدة بيانات الفيلم (الإنجليزية)
- براد روي على موقع كينوبويسك (الروسية)
- براد روي على موقع كينوبويسك (الروسية)